# Comuna Neksø
Neksø (Neksø Kommune) a fost o comună din comitatul Bornholms Amt, Danemarca, care a existat între anii 1970-2006. Comuna avea o suprafață totală de 103,75 km² și o populație de 858 de locuitori (2002), iar din 2007 teritoriul său face parte din comuna Bornholms.